# Johanna Givanel Pasqual
Johanna Givanel Pasqual (Barcelona, 18 de setembre de 1907 - Barcelona, 1989) fou una traductora barcelonina.

## Biografia
Després de seguir els estudis primaris i de comerç a l'escola francesa Ferdinand de Lesseps, va treballar de secretària a la Companyia d'Aigües, fins que el 1937 va casar-se amb el periodista Joaquim Ventalló a Perpinyà. No van tornar de França, de París, fins al 1943. A partir d'aleshores va començar a traduir al català i al castellà tota mena de llibres literaris, tècnics i divulgatius, fins a més d'un centenar de títols; ocasionalment, també va traduir al francès: una obra de Pedrolo, Situació bis (1971), i, sobretot, nombrosos informes i estudis econòmics d'empreses diverses.
Com a llengües de partida, predomina molt el francès; després, l'anglès, après amb l'ajut d'alguns cursos en escoles d'idiomes, i l'italià, amb què ja de gran, als anys cinquanta, va obtenir la llicenciatura de filologia. Al castellà, va traduir per a editors catalans com Josep Janés, Aymà, Jaimes, Grijalbo o Taber textos molt diversos: des del Diario íntimo de Lord Byron (1944) fins a Conversaciones con Hergé (1986), a més de César Birotteau de Balzac (1962), Hugo el lobo d'Erkmann-Chatrian (1969), Lulú de Llorenç Villalonga (1973), La parte maldita de Georges Bataille (1974), La Barcelona tendra d'Alexandre Cirici Pellicer (1979) i còmics de Berk o Franquin (sovint traslladats al mateix temps al català i al castellà).
Una heterogeneïtat semblant ateny les versions catalanes, sota l'aixopluc d'editorials com Mateu, Estela, Aymà, Jaimes, Grijalbo, Nova Terra, Aportació Catalana o Joventut. L'assaig pedagògic (Falisse, Leclerc, Evatard o Dana) es combina amb la narrativa d'èxit (West o Papini), la novel·la negra (Christie o Fleming), la literatura juvenil (Blyton o Spyri) o els còmics. Com a membre d'una família coercida pel franquisme, Givanel sempre va traduir per guanyar-se la vida, sovint en circumstàncies difícils. No obstant això, va afrontar aquesta activitat amb rigor i competència.